# Chelang
El chelang són unes darreries típiques de la gastronomia de República de Palau i que tenen com a ingredient principal el taro (Colocasia esculenta).
Consisteixen, bàsicament, en una adaptació d'un dels plats nacionals palauaians, el demok. Es bullen les fulles de taro durant una bona estona o bé amb sucre, o bé amb xarop, i es poden remullar després en llet de coco. També s'hi fan servir, a banda de les fulles, els pecíols o les tiges del taro, que li aporten una textura lleugerament més cruixent. Es considera un producte similar al xarop de ruibarbre i que aporta valor afegit a la cultura agrícola i comercial del taro, atès el seu baix preu de mercat.